# 하도현
하도현(1994년 8월 25일~ )은 대한민국의 3X3 농구선수이며 포지션은 파워 포워드이다. 소속팀은 하늘내린인제이다.

## 아마추어 시절
단국대학교 재학 시절 스코어러, 리바운드 왕을 수상하며, 팀의 골밑을 든든히 지켜주었다.

## 고양 오리온 오리온스시절
2017-2018 시즌 신인드래프트에서 전체 9순위로 고양 오리온 오리온스에 지명되었다. 그리고 2019년에 은퇴했으나 3X3 농구단 하늘내린인제의 제의를 받아 하늘내린인제 소속으로 뛰게 되었다.

## 출신학교
- 송천초등학교
- 전주남중학교
- 전주고등학교
- 단국대학교